# 立地暗沙
立地暗沙是一座位于南海的暗沙，為南沙群島的一部分，中华人民共和国、中華民國聲稱中国對其擁有主權。立地暗沙是中国聲稱疆域的最南端，而不是更廣為人知的曾母暗沙。立地暗沙实际上并没有任何露出水面的岛或礁，最浅处亦深达34.7米，馬來西亞政府将此海域划入马方的专属经济区。

## 地理位置
- 3°58′00″N 112°17′00″E / 3.96667°N 112.28333°E。
- 在曾母暗沙西南15海里，八仙暗沙西南12海里。
- 南沙群岛的海寧礁（Herald Reef）和澄平礁（Sierra Reef）南方約70公里。
- 马来西亚的亞西暗沙（Tanjong Payong）北方約50公里。
- 印尼的納土納群島（Natuna）東方約400公里。
- 婆羅洲的尼亞城（Niah）西方約120公里。

## 地質地形
周围水深25-27浔(45.7-49.4米)，最浅处19浔（34.7米）。

## 中华人民共和国观点
中华人民共和国国务院（82）国函字280号文《国务院关于南海诸岛地名命名、更名方案的复函》：
|  | ……二、同意公布、使用和对外提供批准的二百八十七个……上报方案中的八仙暗沙、立地暗沙、管事滩三个地名暂不公布，也不公开引用和对外提供。…… |